# 巴特勒鎮區 (愛荷華州卡爾霍恩縣)
巴特勒鎮區（英語：Butler Township）是位於美國愛荷華州卡爾霍恩縣的一個行政鎮區。

## 地方資料
根據2010年美國人口普查的數據，巴特勒鎮區的面積為92.21平方千米，當中陸地面積為92.21平方千米，而水域面積為0.00平方千米。當地共有人口950人，而人口密度為每平方千米10.3人。